# Mariensäule (Aub)

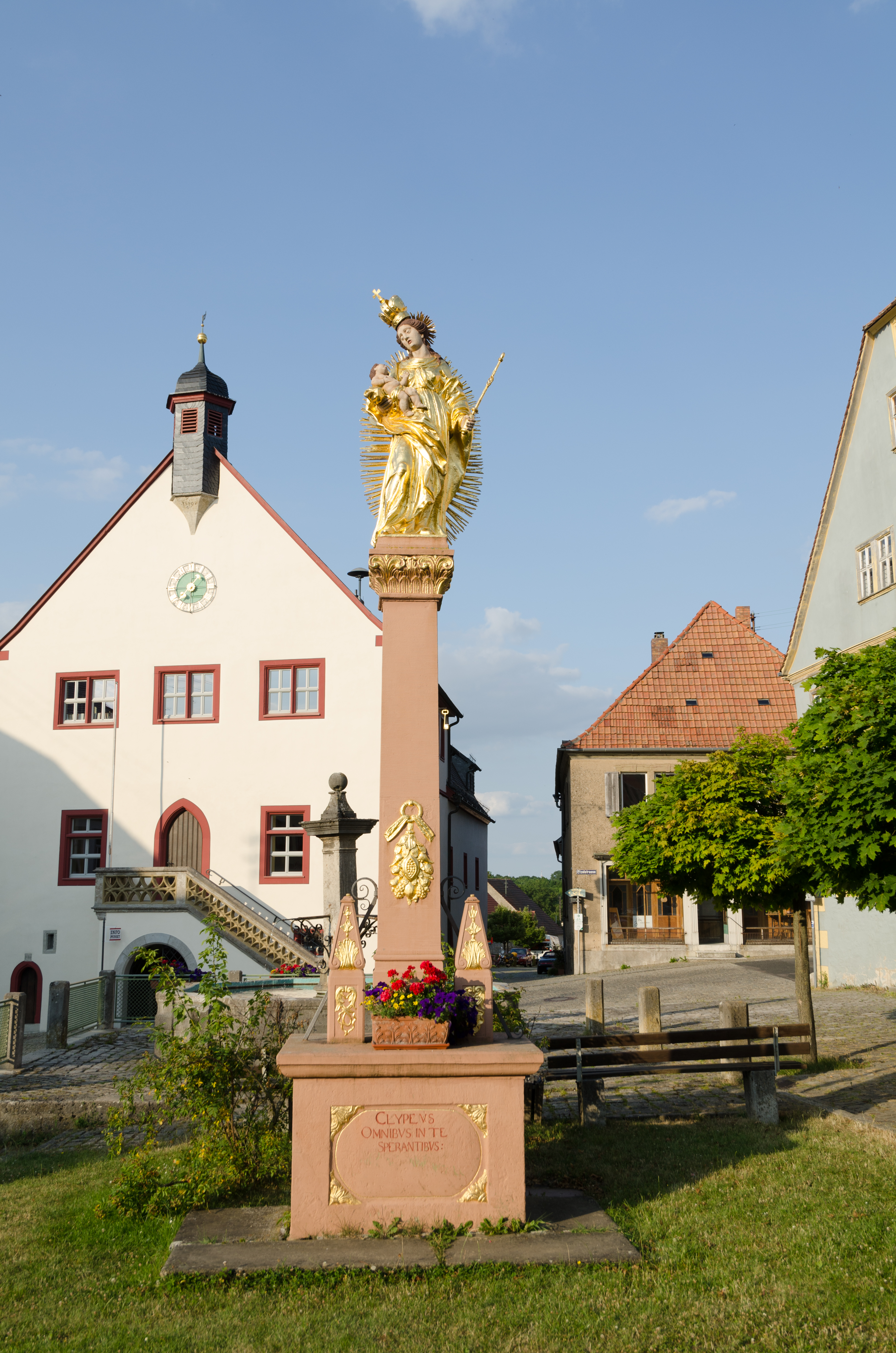
Mariensäule in Aub

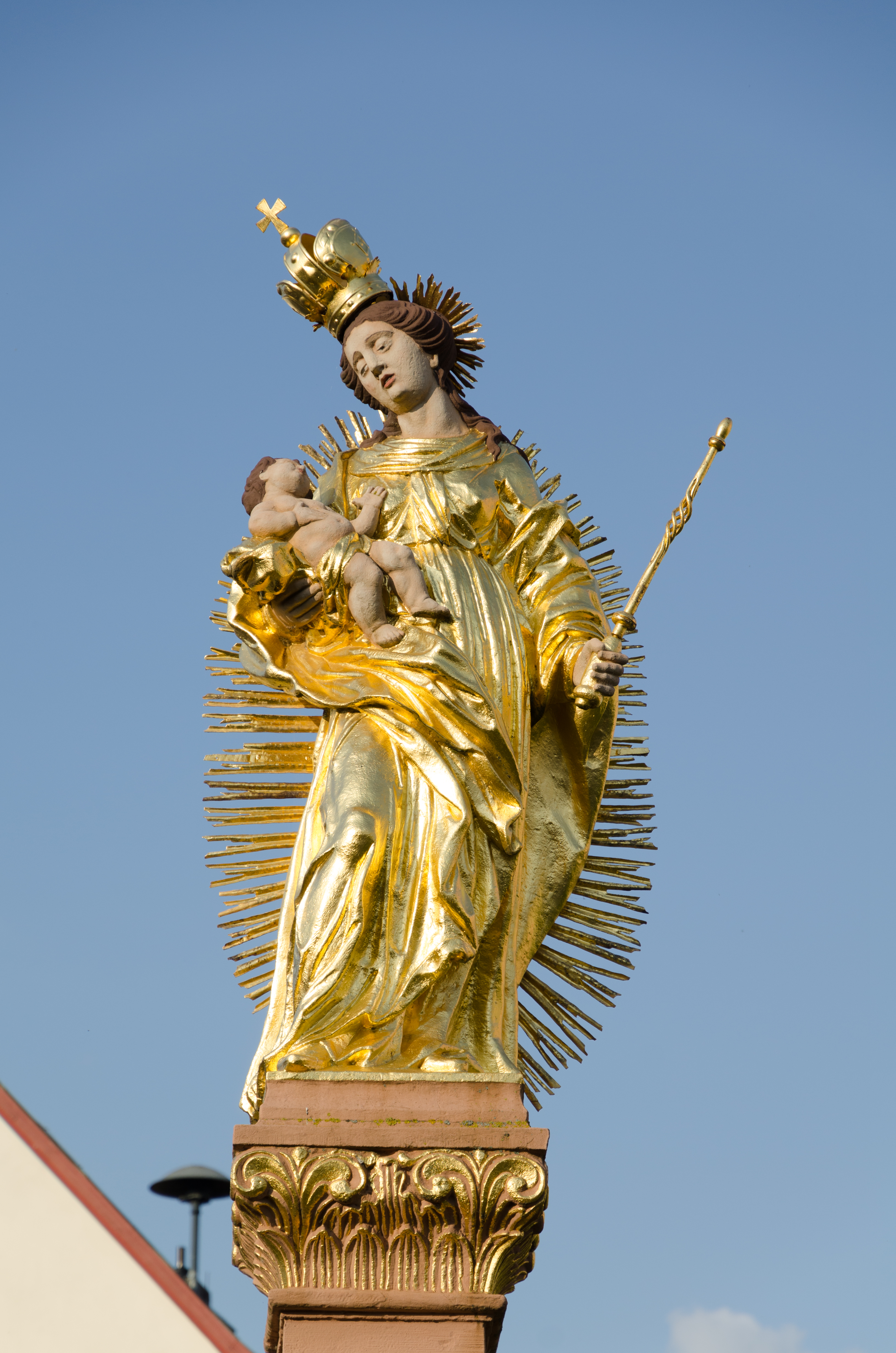
Muttergottes mit Jesuskind

Die Mariensäule in Aub, einer Stadt im unterfränkischen Landkreis Würzburg (Bayern), wurde 1732 geschaffen. Die Mariensäule auf dem Marktplatz ist ein geschütztes Baudenkmal.

## Beschreibung
Auf einem Pfeiler über einem tischartigen Sockel steht die Figur der Muttergottes mit Jesuskind. Diese ist eine Kopie, denn die Originalskulptur befindet sich im Rathaus. Das aus Sandstein geschaffene Werk stammt von Leopold Kurzhammer. Die Muttergottes ist in einem Strahlenkranz und mit einer Krone auf dem Kopf dargestellt. In der linken Hand hält sie ein Zepter. 